# 伊東一人
伊東 一人（いとう びっと、5月23日 - ）は、日本の男性声優、ナレーター、舞台俳優。C&Oプロダクション所属。

## 人物
- 山梨生まれ現在神奈川在住。
- 3サイズはB 100cm/W 84cm/H 97cm。靴のサイズは28.5cm。[1]
- 趣味はトレーニング、つぼ押し、包丁研ぎ。特技はハンマー投げ、指の第一関節だけ曲げる。[1]
- 野球3年・ハンマー投げ3年。[1]

## 出演
太字はメインキャラクター。

### テレビアニメ
- レゴ ニンジャゴー 究極のスピン術編（2019年、ヴィニー）

### Webアニメ
- レゴ ニンジャゴー 炎の章（ヴィニー）

### ゲーム
- 城とドラゴン（2017年、サタン 他）
- トリックスター 召喚士になりたい（2016年、サンドマン 他）
- 三国武神（2017年）
- 三国志ディフェンちゅ（2018年、呂布、亡霊）

### モーションコミック
- THE LIFE
- イヌギキ

### ドラマCD
- 足洗邸の住人たち。（2011年 - 2012年、人体模型B52、メフィスト・ヘレス） - 単行本第11・12巻初回限定版同梱ドラマCD

### ナレーション
- オーディオブック「マンガで読み解く カーネギー話し方入門」
- J:COM「TSUKEMEN TV」
- テレビ埼玉「のびのびシティさいたま市」
- アクトオンTV「快汗!自転車ライフ」
- 埼玉自転車王国
- J:COM presents 2015ツール・ド・フランス  さいたまクリテリウム
- webCM「KAMINOMOTO 80年もの篇」バーテンダーvoice
- BS-TBS紀行番組「ザ・ベストホテル」
- 明大ラグビー部創部90周年式典VTR
- web「日立ハンマ H90SG形」釣りビジョン番宣ナレーション
- DVD「益荒男〜MASURAO〜」

### 映画
- ぐらんぶる（2020年）

### テレビドラマ
- 「アイデアの方程式」再現ドラマ（テレビ東京）
- ウルトラマンX 第8話（テレビ東京、2015年）
- 銀魂-ミツバ篇-（dTV、2017年）- 密輸団
- スリル！黒の章〜弁護士・白井真之介の大災難（NHKプレミアムドラマ、2017年）- 警備隊員

### テレビ番組
- Rの法則（Eテレ）

### 舞台
- 新国立劇場開場20周年記念特別公演オペラ「アイーダ」
- グッドファーザー
- MEIDO IN HEAVEN
- 軽くフィクション
- バック・島・ザ・フューチャー
- 夢の中温泉
- 誰かが誰かを愛してる
- 愛のある風景
- さよならの向う側

### その他
- 川口宿・鳩ヶ谷宿「日光御成道まつり」2014、鎧武者行列